# Anime Revolution
Anime Revolution (viết tắt là AniRevo) là hội chợ anime thường niên diễn ra trong ba ngày, thường vào tháng 8 tại thành phố Vancouver, BC. Ban đầu được tổ chức tại cánh phía Đông của trung tâm hội nghị Vancouver, (Canada Place) nhưng đã chuyển sang cánh phía Tây từ năm 2017. Mặc dù có tên khá tương đồng nhưng hội chợ Anime Revolution không liên quan gì đến Anime Evolution.

## Nội dung hoạt động
Có một điểm nổi bật là Anime Revolution là hội chợ anime đầu tiên tại thành phố Vancouver tổ chức hoạt động lồng tiếng với khách mời là những diễn viên lồng tiếng đến từ đất nước Nhật Bản và thường có các buổi thu âm chất lượng cao. Họ cũng thường mời các đại diện đến từ các nhà phân phối anime ở Bắc Mỹ như Bandai và Crunchyroll. Nội dung hoạt động thông thường bao gồm các buổi chiếu anime, các buổi hội thảo của các diễn viên lồng tiếng, cùng với các hoạt động sân khấu như cosplay và chương trình hẹn hò "70's Anime Dating Game".

## Lịch sử
Hội chợ Anime Revolution được tổ chức lần đầu tiên vào năm 2012 nhằm đáp ứng nhu cầu về một hội chợ mới tập trung vào chủ đề anime tại cảng Metro Vancouver, sau khi Anime Evolution (điều hành bởi AE Convention Corp) bị hủy vào năm 2010. Từ khi xuất hiện cho đến nay, hội chợ đã phát triển đáng kể, trở thành hội chợ anime đầu tiên ở Metro Vancouver vượt qua 10.000 người tham dự và sau cùng hội chợ đã mang đến cho mọi người nhiều lĩnh vực hơn của văn hóa đại chúng Nhật Bản như gunpla và các quán cà phê hầu gái.

### Sự kiện
| Thời gian                   | Địa điểm                                                     | Số người tham gia. | Khách mời |
| --------------------------- | ------------------------------------------------------------ | ------------------ | --- |
| 17–19 tháng 8 năm 2012      | Trung tâm hội nghị Vancouver tại Vancouver, British Columbia | 5.233              | Noah Antwiler, Stephanie Beard, Vincent Corazza, Sarah Edmondson, Fighting Dreamers Productions, Katie Griffin, Terri Hawkes, Irulanne, Sam Logan, Katie Marsden, Angela "Jam" Melick, Jouji Nakata, Mark Nguyen, Jessica Nigri, Susan Roman, Ron Rubin, Lee Tockar, Doug Walker.       |
| 16–18 tháng 8 năm 2013      | Trung tâm hội nghị Vancouver tại Vancouver, British Columbia | 7.326              | The 404s, Angelic Pretty, Fighting Dreamers Productions, Toru Furuya, Caitlin Glass, Todd Haberkorn, Cherami Leigh, Vic Mignogna, Jessica Nigri, Origa, Newton Pittman, Dean Redman, Chantal Strand, Doug Walker, Kappei Yamaguchi.                                                     |
| 22–24 tháng 8 năm 2014      | Trung tâm hội nghị Vancouver tại Vancouver, British Columbia | 12.177             | The 404s, Angelic Pretty, Fighting Dreamers Productions, Yaya Han, Marina Inoue, Mike McFarland, Lindze Merrit, Vic Mignogna, Jessica Nigri, Megumi Ogata, Origa, Lisa Ortiz, Dean Redman, Michael Sinterniklaas.                                                                       |
| 14–15 tháng 8 năm 2015      | Trung tâm hội nghị Vancouver tại Vancouver, British Columbia | ~15.000            | The 404s, Yuu Asakawa, Laura Bailey, Richard Ian Cox, Fighting Dreamers Productions, Grant George, Nobuyuki Hiyama, Kotoko, Dean Redman, Takeshi Takedera, Thelshter, Greg Wicker, Travis Willingham.                                                                                   |
| 5–7 tháng 8 năm 2016        | Trung tâm hội nghị Vancouver tại Vancouver, British Columbia | ~17.000            | The 404s, Caitlyn Bairstow, Yugene Fay, Fighting Dreamers Productions, Ayumi Fujimura, Tiffany Grant, Loverin Tamburin, Tony Oliver, Romi Park, Chris Patton, Toshihiko Seki, The Slants, Takeshi Takedera, Cristina Vee, Greg Wicker.                                                  |
| 4–6 tháng 8 năm 2017        | Trung tâm hội nghị Vancouver tại Vancouver, British Columbia | ~20.000            | The 404s, Fighting Dreamers Productions, Katsuyuki Konishi, Kana Ueda, Shizuka Itō, Emiri Katō, Takeshi Takadera, DJ WILDPARTY, MON 夢, STAYXXXX, Lady Zero, Narcisse, Alyson Tabbitha, Junkers, J5, Austin Tindle, Erica Lindbeck, Aaron Dismuke, Todd Haberkorn, ProJared, Digitrevx. |
| 3–5 tháng 8 năm 2018        | Trung tâm hội nghị Vancouver tại Vancouver, British Columbia | ~20.000            | Kappei Yamaguchi, Marina Inoue, Satsuki Yukino, Hitomi Nabatame, Takeshi Takadera, TeddyLoid, Clifford Chapin, Baozi & Hana, ProZD, Sarah Wiedenheft, Richard Ian Cox, Fighting Dreamers Productions, Baylee Jae, The 404s, The Fictionals, Jacob Powers.                               |
| 9-11 tháng 8 năm 2019       | Trung tâm hội nghị Vancouver tại Vancouver, British Columbia | 25.128             | The 404s, Asaka, SungWon Cho, Takeshi Takadera, David Vincent. |
| 29-31 tháng 7 năm 2022      | Trung tâm hội nghị Vancouver tại Vancouver, British Columbia |                    | Graham Hamilton, Tōru Furuya, Katsuyuki Konishi, Brian Drummond, Toby Proctor, Cathy Weseluck, The 404's. |
| Ngày 18-20 tháng 8 năm 2023 | Trung tâm hội nghị Vancouver tại Vancouver, British Columbia |                    | [ 17 ] |